# Monsieur Jean (bande dessinée)
Pour les articles homonymes, voir Monsieur Jean.
Monsieur Jean est un personnage de bande dessinée, héros de la série du même nom créée par Philippe Dupuy et Charles Berberian, sous le nom de plume Dupuy-Berberian. Il a fait sa première apparition dans le récit complet Une bonne surprise, publié en 1989 chez Les Humanoïdes associés, dans l'album Frank Margerin présente: La fête.
Les cinq premiers tomes de la série sont édités aux Humanos et les deux suivants chez Dupuis. Contrairement au modèle de collaboration classique en bande dessinée (un scénariste et un dessinateur), Dupuy et Berberian travaillent tous les deux à la fois sur l'histoire, les dialogues et les dessins.

## Le personnage
Monsieur Jean est un célibataire trentenaire, métropolitain habitant à Paris, perpétuellement à la recherche d'une idée pour son roman. La série décrit sa vie quotidienne entre ses déboires amoureux, ses relations amicales avec Félix qui prend place sans gêne dans sa vie privée, jusqu'à lui confier son enfant Eugène.
Selon Charles Berberian, les auteurs se seraient inspirés d'un ami appelé Jean-Claude.
En 2007, Monsieur Jean fait l'objet d'une libre adaptation au cinéma par Olivier Baroux : dans Ce soir je dors chez toi, c'est Jean-Paul Rouve qui interprète le héros trentenaire rebaptisé pour l'occasion Alex.

## Albums
1. Monsieur Jean, l'Amour, la Concierge, Les Humanoïdes associés, 1991  (ISBN 2-7316-1275-4).
2. Les Nuits les plus blanches, Les Humanoïdes associés, 1992  (ISBN 2-7316-0986-9).
3. Les Femmes et les enfants d'abord, Les Humanoïdes associés, 1994  (ISBN 2-7316-0171-X).
4. Vivons heureux sans en avoir l'air, Les Humanoïdes associés, 1997  (ISBN 2-7316-1265-7)[3].
5. Comme s'il en pleuvait, Les Humanoïdes associés, 2001  (ISBN 2-7316-1399-8).
6. Inventaire avant travaux, Dupuis, coll. « Expresso », 2003  (ISBN 2-8001-3385-6).
7. Un certain équilibre, Dupuis, coll. « Expresso », 2005  (ISBN 2-8001-3624-3).

- La Théorie des gens seuls, Les Humanoïdes associés, coll. « Tohu-Bohu », 2000  (ISBN 2-7316-1354-8). Album en noir et blanc de 128 pages dont l'action se situe entre le 3e et le 4e épisode)

## Récompenses
- 1999 : Alph'Art du meilleur album français pour Vivons heureux sans en avoir l'air (tome 4) au festival d'Angoulême[4]